# (30857) Parsec
(30857) Parsec est un astéroïde de la ceinture principale.

## Description
(30857) Parsec est un astéroïde de la ceinture principale. Il fut découvert par Eric Walter Elst le 31 décembre 1991 à l'observatoire de Haute-Provence. Il présente une orbite caractérisée par un demi-grand axe de 2,21 UA, une excentricité de 0,16 et une inclinaison de 3,49° par rapport à l'écliptique.
Il doit son nom au parsec, unité de distance, car à l'entier près, le numéro de cette planète mineure représente 1 parsec pour une unité valant mille milliards de mètres, autrement dit 1 parsec = 30 856,775 8 × 1012 mètres.